# Richard-Wagner-Straße 25 (Mönchengladbach)

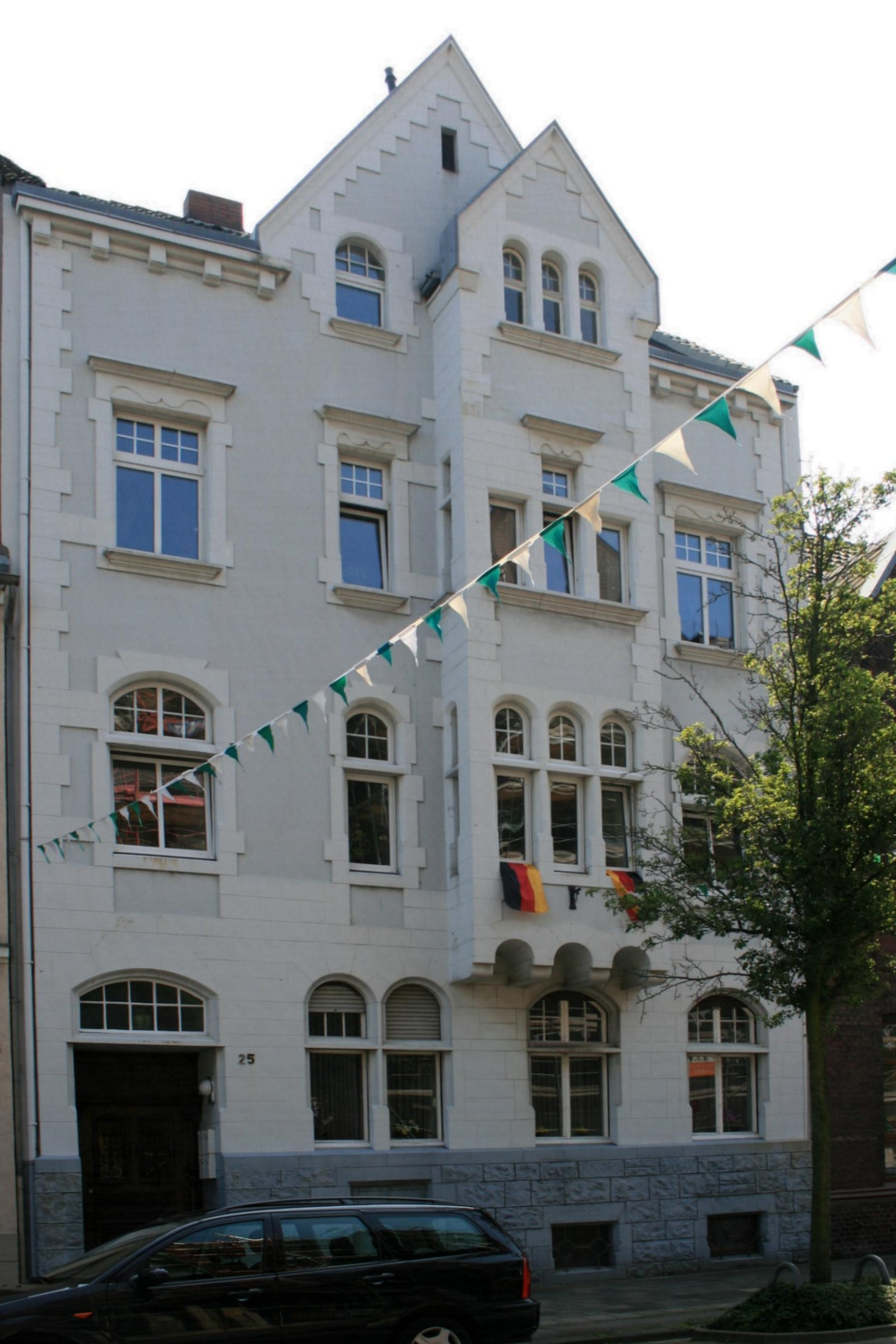
Wohnhaus (2010)

Das Wohnhaus Richard-Wagner-Straße 25 steht in Mönchengladbach (Nordrhein-Westfalen) im Stadtteil Dahl.
Das Gebäude wurde 1904 erbaut. Es wurde unter Nr. R 037 am 26. Januar 1989 in die Denkmalliste der Stadt Mönchengladbach eingetragen.

## Lage
Das Haus Nr. 25 wurde im Jahre 1914 erbaut und gehört zum Teilabschnitt Nr. 17 bis Nr. 35 der Richard-Wagner-Straße, die auch heute noch historische städtebauliche Züge aufweist.

## Architektur
Das dreieinhalbgeschossige Gebäude ist in der Fassade von einem Erker und einem doppelten Spitzgiebel geziert. Eine Unterschutzstellung des Objektes ist aus städtebaulichen Gründen im öffentlichen Interesse.